# 泛能高山茶
泛能高山茶（学名：Camellia transnokoensis），或稱南投秃连蕊茶、能高连蕊茶、能高山茶为茶科茶屬下的一个种。

## 扩展阅读
- 維基物種上的相關：泛能高山茶